# Икэда, Риёко
Риёко Икэда (яп. 池田 理代子 Икэда Риёко, род. 18 декабря 1947 года) — мангака, заложившая основы современной сёдзё-манги (манги для девушек). Её работа под названием The Rose of Versailles оказала огромное влияние на эстетику и идеологию всей сёдзё-манги, пользовалась большой популярностью в 1970-х годах. Входила в «Союз 24 года».

## Карьера
Первые работы Икэды были опубликованы ещё во время её обучения в университете. Риёко Икэда придумала и проиллюстрировала много сёдзё-манги на сюжеты известных исторических событий, например, Великой Французской революции или Революции в России, например, Jotei Ecatherina и Orpheus no Mado. Несмотря на широкую популярность в 1970-х годах, оставила карьеру мангаки ради карьеры певицы. В 1999 году она вернулась в индустрию аниме в качестве сценариста.
Создавая образы женских персонажей с сильным характером, Икэда обращала особое внимание на европейскую литературу, так как в японской аналогичные образы отсутствовали. В свои работы мангака часто включала как вымышленных героев, так и реально существовавших.
Её последней работой стала Spring Snow (2005), манга-версия романа Юкио Мисимы «Весенний снег».
В 2009 году она была награждена французским Орденом Почётного легиона за The Rose of Versailles, посвященную событиям Великой Французской революции.

## Работы
- Bara Yashiki no Shojo
- Soyo Kaze no Mary
- The Rose of Versailles
- Shoko no Etude
- Claudine
- Oniisama e
- Orpheus no Mado
- Jotei Ecatherina
- Eikou no Napoleon — Eroica
- Der Ring des Nibelungen
- Spring Snow
- Ten no Hate Made — Poland Hishi
- Ayako
- Epitaram: A Wedding Song